# Jack Hannah
Jack Hannah (* 5. Januar 1913 in Nogales; † 11. Juni 1994 in Burbank, Kalifornien) war ein US-amerikanischer Animator, Drehbuchautor und Regisseur von Zeichentrick-Kurzfilmen.

## Leben
Hannah studierte in Los Angeles an der Art Guild Academy. Während des Studiums, mitten in der Great Depression erstellte er Kinoplakate für Foster and Kleiser sowie einige Kinos in Hollywood. Ursprünglich plante er Werbemaler zu werden, doch während eines Vorstellungsgespräches wurde ihm angeraten, es beim Walt Disney Animation Studios als Cartoonist zu versuchen. Er erhielt bei Disney zunächst eine zweiwöchige Probezeit, die dazu führte, dass er ab 1933 30 Jahre bei Disney arbeitete.
Zunächst arbeitete er als Animator an einigen kleineren Szenen, so an Gekidnapped (1934), wo er die bekannte Szene animierte, bei der Micky Maus mit einem Schwertfisch gegen einen Widersacher fechtet. Bei Schneewittchen und die sieben Zwerge arbeitete er an der Feinzeichnung. Seine erste Nennung in den Credits als Animator hatte er bei Mickys Zirkus (1936). Nebenher arbeitete er als Gagschreiber. Harry Reeves brachte ihn dann zum Drehbuch Department, wo er mit Carl Barks federführend für die Donald-Duck-Kurzfilme verantwortlich zeichnete.
Während des Zweiten Weltkriegs arbeitete er an einigen Trainingsfilmen für Propaganda- und Kriegszwecke mit und arbeitete dort das erste Mal als Regisseur. Nach dem Krieg kehrte er zurück ins Drehbuch Department. Zwischenzeitlich hatte Carl Barks eine neue Berufung als Comicautor gefunden. Hannah hatte zwischenzeitlich jedoch mehr Interesse an der Regie entwickelt. So begann er sieben Jahre als Regisseur von Kurzfilmen zu arbeiten.
Seine ersten Kurzfilme waren Donald’s Off Day (1944), The Eyes Have It (1945) und In Seenot (1945). Neben Donald Duck drehte er auch einige Kurzfilme mit Micky Maus, Pluto, Goofy sowie Ahörnchen und Behörnchen. Von 1954 bis 1959 führte er bei 14 Folgen der Fernsehserie Disneyland für ABC Regie, die echte Schauspieler und Zeichentrick kombinierte. Währenddessen kam es zum Bruch mit Walt Disney. Er war vor allem als Animator eingestellt, wollte aber eine andere Richtung einschlagen. So stellte er sich bei Walter Lantz vor und begann für diesen zu arbeiten.
Hannah arbeitete vor allem für Woody Woodpecker. Die Show hatte ein ähnliches Konzept wie Disneyland. Außerdem arbeitete er bei Beany and Cecil. In den 1960ern kündigte er seinen Job als Animator und begann sich eine Reputation als Landschaftsmaler aufzubauen. Disney versuchte ihn zurückzugewinnen, doch Hannah lehnte mehrfach ab. 1975 wurde ihm jedoch eine Lehrstelle im neu gegründeten California Institute of the Arts angeboten und er sagte zu. Dort baute er die School of Character Animation auf.

## Privatleben
Jack Hannah war verheiratet und hatte einen Sohn und eine Tochter. Er lebte später in Glendale, Kalifornien. Jack Hannah verstarb am 11. Juni 1994 an einer Krebserkrankung.

## Filmographie

### Films
| Jahr | Deutscher Titel                            | Originaltitel                                  | Rolle                  | Anmerkungen                                  |
| ---- | ------------------------------------------ | ---------------------------------------------- | ---------------------- | -------------------------------------------- |
| 1934 | Gekidnapped                                | Shanghaied                                     | Animator               |                                              |
| 1934 | Gulliver Mickey                            | Gulliver Mickey                                | Animator               |                                              |
| 1934 |                                            | Servants' Entrance                             | Animator               |                                              |
| 1936 | Toby Schildkröt schlägt sie alle           | Toby Tortoise Returns                          | Animator               |                                              |
| 1936 | Donald und Pluto                           | Donald and Pluto                               | Animator               |                                              |
| 1936 | Der Vetter vom Lande                       | The Country Cousin                             | Animator               |                                              |
| 1936 | Mickys Platzkonzert                        | The Band Concert                               | Animator               |                                              |
| 1936 | Mickys Zirkus                              | Mickey's Circus                                | Animator               |                                              |
| 1937 | Donald, der Caballero                      | Don Donald                                     | Animator               |                                              |
| 1937 | Das swingende Ballhaus                     | Woodland Café                                  | Animator               |                                              |
| 1937 | Die Wunder der Technik                     | Modern Inventions                              | Animator               |                                              |
| 1937 | Die alte Mühle                             | The Old Mill                                   | Animator               |                                              |
| 1937 | Donald und der Strauß                      | Donald’s Ostrich                               | Animator               |                                              |
| 1938 | Selbstbeherrschung                         | Self Control                                   | Animator               |                                              |
| 1938 | Donalds besseres Ich                       | Donald’s Better Self                           | Drehbuch und Animation |                                              |
| 1938 | Kurzbesuch bei Onkel Donald                | Donald’s Nephews                               | Drehbuch und Animation |                                              |
| 1938 | Donald spielt Golf                         | Donald’s Golf Game                             | Animator               |                                              |
| 1938 | Die tüchtigen Pfadfinder                   | Good Scouts                                    | Animator               |                                              |
| 1939 | Donald auf großer Fahrt                    | Sea Scouts                                     | Animator               |                                              |
| 1939 | Donald und der Pinguin                     | Donald’s Penguin                               | Animator               |                                              |
| 1939 | Donalds Glückstag                          | Donald’s Lucky Day                             | Drehbuch und Animation |                                              |
| 1939 | Der Hockey-Champion                        | The Hockey Champ                               | Drehbuch und Animation |                                              |
| 1939 | Donalds Cousin Gustav                      | Donald’s Cousin Gus                            | Drehbuch               |                                              |
| 1939 | Picknick am Strand                         | Beach Picnic                                   | Drehbuch               |                                              |
| 1940 | Ein Tänzchen mit Daisy                     | Mr. Duck Steps Out                             | Drehbuch               |                                              |
| 1940 |                                            | Donald’s Vacation                              | Drehbuch und Animation |                                              |
| 1940 |                                            | Window Cleaners                                | Drehbuch               |                                              |
| 1940 | Feueralarm!                                | Fire Chief                                     | Drehbuch               |                                              |
| 1941 | Donald, der Holzfäller                     | Timber                                         | Drehbuch               |                                              |
| 1941 |                                            | Golden Eggs                                    | Drehbuch               |                                              |
| 1941 | Schlafstörungen                            | Early to Bed                                   | Drehbuch               |                                              |
| 1941 | Donald und die Schulschwänzer              | Truant Officer Donald                          | Drehbuch               |                                              |
| 1941 | Herr MacDonald hat’me Farm                 | Old MacDonald Duck                             | Drehbuch               |                                              |
| 1941 | Donald, der Chefkoch                       | Chef Donald                                    | Drehbuch               |                                              |
| 1942 |                                            | Sky Trooper                                    | Drehbuch               |                                              |
| 1942 |                                            | The Army Mascot                                | Drehbuch               |                                              |
| 1942 |                                            | Donald Gets Drafted                            | Drehbuch               |                                              |
| 1942 | Donalds Schneeballschlacht                 | Donald’s Snow Fight                            | Animator               |                                              |
| 1942 |                                            | Bellboy Donald                                 | Drehbuch               |                                              |
| 1942 |                                            | Donald’s Garden                                | Animator               |                                              |
| 1942 |                                            | Out of the Frying Pan and into the Firing Line | Animator               |                                              |
| 1943 |                                            | Home Defense                                   | Drehbuch               |                                              |
| 1943 |                                            | The Old Army Game                              | Drehbuch               |                                              |
| 1944 |                                            | Trombone Trouble                               | Drehbuch               |                                              |
| 1944 |                                            | The Plastics Inventor                          | Drehbuch               |                                              |
| 1944 |                                            | Commando Duck                                  | Drehbuch               |                                              |
| 1944 | Donald Duck und der Gorilla                | Donald Duck and the Gorilla                    | Drehbuch               |                                              |
| 1944 |                                            | Donald’s Off Day                               | Regie                  |                                              |
| 1945 |                                            | The Eyes Have It                               | Regie                  |                                              |
| 1945 | In Seenot                                  | No Sail                                        | Regie                  |                                              |
| 1946 | Der Dribbel-Champion                       | Double Dribble                                 | Regie                  |                                              |
| 1946 |                                            | Squatter's Rights                              | Regie                  |                                              |
| 1946 | Ritter für einen Tag                       | A Knight for a Day                             | Regie                  |                                              |
| 1946 |                                            | Lighthouse Keeping                             | Regie                  |                                              |
| 1946 |                                            | Frank Duck Brings 'em Back Alive               | Regie                  |                                              |
| 1947 |                                            | Clown of the Jungle                            | Regie                  |                                              |
| 1947 |                                            | Bootle Beetle                                  | Regie                  |                                              |
| 1947 | Tick, Trick und Track, die Meisterschützen | Straight Shooters                              | Regie                  |                                              |
| 1947 | Donald, der Nußdieb                        | Chip an' Dale                                  | Regie                  |                                              |
| 1947 |                                            | Foul Hunting                                   | Regie                  |                                              |
| 1948 | Sie sind unterwegs                         | They're Off                                    | Regie                  |                                              |
| 1948 | Vaterfreuden                               | Daddy Duck                                     | Regie                  |                                              |
| 1948 |                                            | Inferior Decorator                             | Regie                  |                                              |
| 1948 |                                            | Soup's On                                      | Regie                  |                                              |
| 1948 | Frühstück mit Hindernissen                 | Three for Breakfast                            | Regie                  |                                              |
| 1948 | Tee für Zweihundert                        | Tea for Two Hundred                            | Regie                  |                                              |
| 1949 |                                            | All in a Nutshell                              | Regie                  |                                              |
| 1949 |                                            | Slide, Donald, Slide                           | Regie                  |                                              |
| 1949 |                                            | Honey Harvester                                | Regie                  |                                              |
| 1949 | Donald’s Happy Birthday                    | Donald’s Happy Birthday                        | Regie                  |                                              |
| 1949 | Donald und die Eicheldiebe                 | Winter Storage                                 | Regie                  |                                              |
| 1949 |                                            | The Greener Yard                               | Regie                  |                                              |
| 1949 |                                            | Sea Salts                                      | Regie                  |                                              |
| 1949 | Ungebetene Weihnachtsgäste                 | Toy Tinkers                                    | Regie                  |                                              |
| 1950 | Happy Camping                              | Trailer Horn                                   | Regie                  |                                              |
| 1950 |                                            | Hook, Lion and Sinker                          | Regie                  |                                              |
| 1950 |                                            | Lion Around                                    | Regie                  |                                              |
| 1950 |                                            | Bee at the Beach                               | Regie                  |                                              |
| 1950 | In gefährlicher Lage                       | Out on a Limb                                  | Regie                  |                                              |
| 1950 | Verrückt nach Daisy                        | Crazy Over Daisy                               | Regie                  |                                              |
| 1951 |                                            | Chicken in the Rough                           | Regie                  |                                              |
| 1951 |                                            | Dude Duck                                      | Regie                  |                                              |
| 1951 |                                            | Test Pilot Donald                              | Regie                  |                                              |
| 1951 | Chip und Chap im Popcorn-Fieber            | Corn Chips                                     | Regie                  |                                              |
| 1951 |                                            | Lucky Number                                   | Regie                  |                                              |
| 1951 |                                            | Out of Scale                                   | Regie                  |                                              |
| 1951 |                                            | Bee on Guard                                   | Regie                  |                                              |
| 1952 |                                            | Two Chips and a Miss                           | Regie                  |                                              |
| 1952 |                                            | Lambert the Sheepish Lion                      | Regie                  |                                              |
| 1952 |                                            | Donald Applecore                               | Regie                  |                                              |
| 1952 |                                            | Let's Stick Together                           | Regie                  |                                              |
| 1952 | Rache ist süß                              | Uncle Donald’s Ants                            | Regie                  |                                              |
| 1952 |                                            | Trick or Treat                                 | Regie                  |                                              |
| 1952 | Micky und Pluto feiern Weihnachten         | Pluto's Christmas Tree                         | Regie                  |                                              |
| 1953 |                                            | Don's Fountain of Youth                        | Regie                  |                                              |
| 1953 |                                            | The New Neighbor                               | Regie                  |                                              |
| 1953 |                                            | Canvas Back Duck                               | Regie                  |                                              |
| 1953 |                                            | Rugged Bear                                    | Regie                  |                                              |
| 1953 | Alles für dei Nuß                          | Working for Peanuts                            | Regie                  |                                              |
| 1954 |                                            | The Flying Squirrel                            | Regie                  |                                              |
| 1954 | Kleider machen Löwen                       | Social Lion                                    | Regie                  |                                              |
| 1954 |                                            | Grin and Bear It                               | Regie                  |                                              |
| 1954 | Drache unterwegs                           | Dragon Around                                  | Regie                  |                                              |
| 1954 |                                            | Spare the Rod                                  | Regie                  |                                              |
| 1955 | Donald der wilde Jägersmann                | No Hunting                                     | Regie                  | auch die Stimme von Micky Maus               |
| 1955 |                                            | Bearly Asleep                                  | Regie                  |                                              |
| 1955 | Der Honigdieb                              | Beezy Bear                                     | Regie                  |                                              |
| 1955 | Ein Baum fällt selten allein               | Up a Tree                                      | Regie                  |                                              |
| 1956 |                                            | In the Bag                                     | Regie                  |                                              |
| 1956 |                                            | 3D Jamboree                                    | Regie                  | Kurzfilm Working for Peanuts im Episodenfilm |
| 1956 |                                            | Hooked Bear                                    | Regie                  |                                              |
| 1959 |                                            | Bric's Stew                                    | Drehbuch               |                                              |
| 1960 |                                            | Donald Duck and his Companions                 | Drehbuch und Animation |                                              |
| 1960 |                                            | Southern Fried Hospitality                     | Regie                  |                                              |
| 1960 |                                            | Hunger Strife                                  | Regie                  |                                              |
| 1960 |                                            | Freeloading Feline                             | Regie and Drehbuch     |                                              |
| 1961 |                                            | Doc's Last Stand                               | Regie                  |                                              |
| 1961 |                                            | Woody's Kook-Out                               | Regie                  |                                              |
| 1961 |                                            | Gabby's Diner                                  | Regie                  |                                              |
| 1961 |                                            | Tin Can Concert                                | Regie and Drehbuch     |                                              |
| 1961 |                                            | Tricky Trout                                   | Regie                  |                                              |
| 1961 |                                            | Voo-Doo Boo-Boo                                | Regie                  |                                              |
| 1961 |                                            | Franken-Stymied                                | Regie                  |                                              |
| 1961 |                                            | Bear and the Bees                              | Regie                  |                                              |
| 1961 |                                            | Clash and Carry                                | Regie                  |                                              |
| 1961 |                                            | Mackerel Moocher                               | Regie                  |                                              |
| 1961 |                                            | Eggnapper                                      | Regie                  |                                              |
| 1961 |                                            | Poop Deck Pirate                               | Regie                  |                                              |
| 1962 |                                            | Greedy Gabby Gator                             | Regie                  |                                              |
| 1962 |                                            | Corny Concerto                                 | Regie                  |                                              |
| 1962 |                                            | Punchy Pooch                                   | Regie                  |                                              |
| 1962 |                                            | Mother's Little Helper                         | Regie                  |                                              |
| 1962 |                                            | Rocket Racket                                  | Regie                  |                                              |
| 1962 |                                            | Fowled-Up Birthday                             | Regie                  |                                              |
| 1962 |                                            | Pest of Show                                   | Regie                  |                                              |
| 1962 |                                            | Rock-a-Bye Gator                               | Regie                  |                                              |
| 1962 |                                            | Fish and Chips                                 | Regie                  |                                              |
| 1964 |                                            | Jungle Medics                                  | Regie and Drehbuch     |                                              |

### Fernsehserien
- Disneyland (1954–79)
  - The Donald Duck Drehbuch (Regie and Drehbuch; 1954)
  - Adventures of Mickey Mouse (Regie; 1955)
  - At Home with Donald Duck (Regie; 1956)
  - The Great Cat Family (segment Regie; 1956)
  - Where Do the Stories Come From? (Regie; 1956)
  - On Vacation (Regie; 1956)
  - A Day in the Life of Donald Duck (Regie;1956)
  - Duck for Hire (Regie; 1957)
  - Donald’s Award (Regie; 1957)
  - All About Magic  (sequence Regie; 1957)
  - Your Host, Donald Duck (Regie;1957)
  - From All of Us to All of You (Regie; 1958)
  - Four Tales on a Mouse (Regie: Christmas sequence; 1958)
  - Donald’s Weekend (Regie; 1958)
  - Highway to Trouble (Regie;1959)
  - Duck Flies Coop (Regie; 1959)
  - Two Happy Amigos (Regie;1960)
  - This Is Your Life Donald Duck (Regie;1960)
  - Kids Is Kids (segment Regie; 1961)
  - A Square Peg in a Round Hole (segment Regie; 1963)
  - The Ranger of Brownstone (sequence Regie; 1968)
  - Baseball Fever (Regie; 1979)
- The Woody Woodpecker Show (1957–58)
- Matty’s Funday Funnies (Fernsehserie) (1962; Drehbuch)